# 杨宗德
杨宗德（1929年—1985年），男，苗族，广西隆林人，中华人民共和国政治人物，曾任广西壮族自治区政协副主席，第三届全国人大代表。